# Parafairmairia patellaeformis
Parafairmairia patellaeformis är en insektsart som först beskrevs av Charles Kimberlin Brain 1920.  Parafairmairia patellaeformis ingår i släktet Parafairmairia och familjen skålsköldlöss. Inga underarter finns listade i Catalogue of Life.